# Damier des knauties
Euphydryas desfontainii
Espèce
Le Damier des knauties ou Damier de Godart (Euphydryas desfontainii) est une espèce de lépidoptères (papillons) appartenant à la famille des Nymphalidae, à la sous-famille des Nymphalinae et au genre Euphydryas.

## Description
C'est un papillon orange marron et blanc en lignes de damiers, avec sur le bord des chevrons blancs puis une très large bande de damiers orange centrés aux postérieures d'un point noir et aux antérieures d'un point blanc.
Le revers est orange et blanc avec la même bordure des  chevrons blancs puis une très large bande de damiers orange centrés aux postérieures d'une tache blanche centrée d'un point noir.

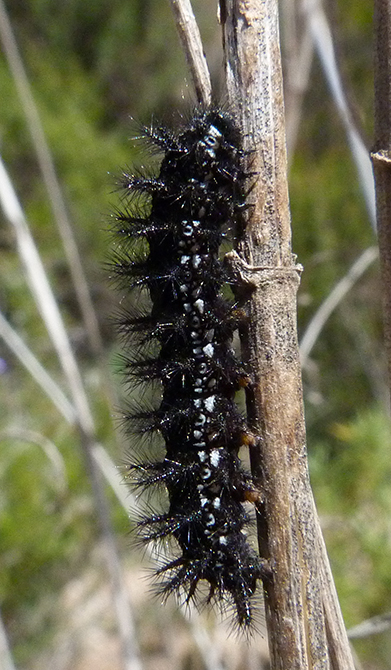
La chenille
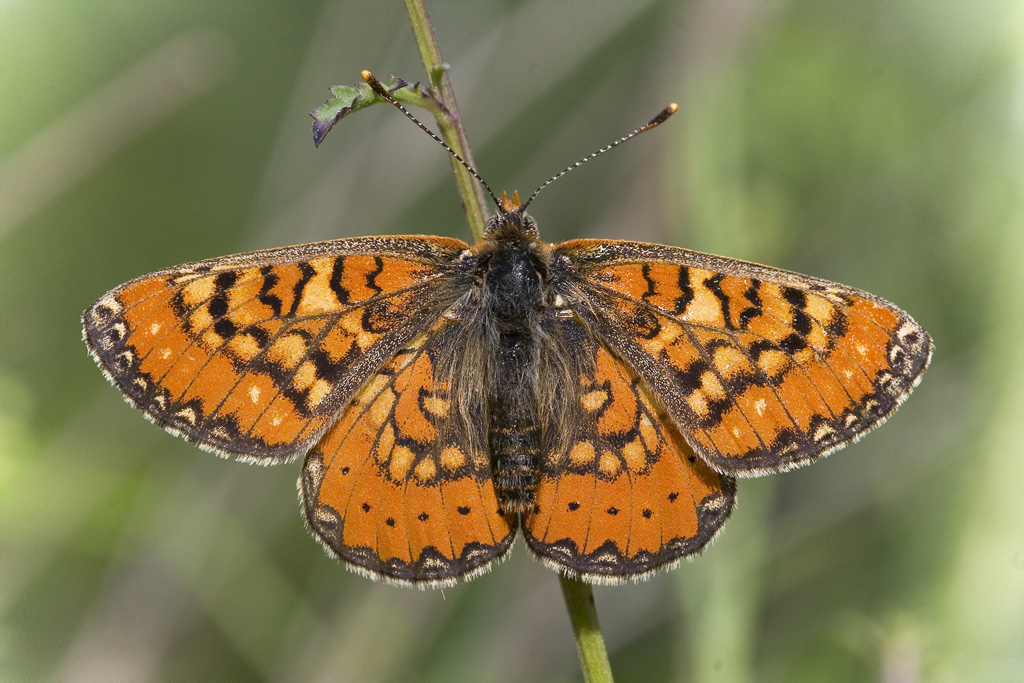
La face dorsale
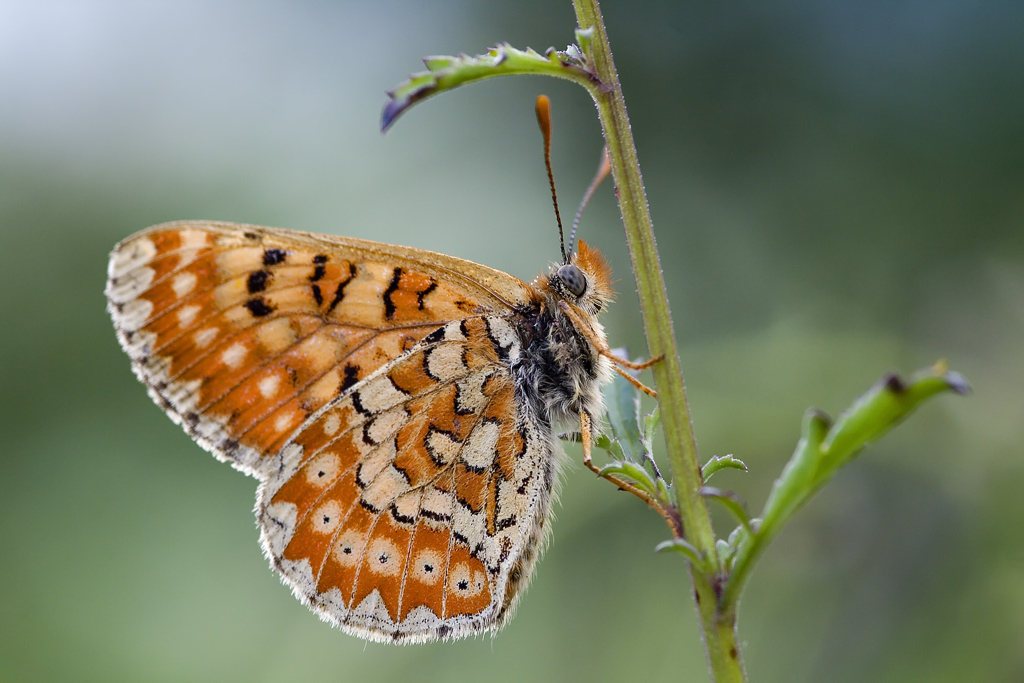
Le revers

## Biologie

### Période de vol et hivernation
Les jeunes chenilles hivernent regroupées dans une toile de soie.
L'imago vole en une seule génération d'avril à juin.

### Plantes hôtes
La plante hôte de la chenille est la Scabieuse des champs Knautia arvensis au Maroc et la Scabieuse à fleurs blanches Cephalaria leucantha en France,.

## Écologie et distribution
Il est présent au Maroc, en Algérie, au Portugal, en Espagne et en France dans l'Aude et les Pyrénées-Orientales,,.

### Biotope
Il affectionne les broussailles et les prairies fleuries.

## Systématique
L'espèce Euphydryas desfontainii a été décrite par l'entomologiste français Jean-Baptiste Godart, en 1819 sous le nom initial de Argynnis desfontainii.

### Synonymes
- Argynnis desfontainii Godart, 1819,  Protonyme
- Melitaea baetica (Rambur, 1858)[4].

### Noms vernaculaires
- Le Damier des knauties ou Damier de Godart ou Damier flamboyant
- En anglais Spanish Fritillary et en espagnol Dientes gualdos.

### Taxinomie
Sous-espèces
- Euphydryas desfontainii desfontainii au Maroc et dans l'ouest de l'Algérie.
- Euphydryas desfontainii baetica (Rambur, 1858) en Europe[2].
- Euphydryas desfontainii boumalnei Weiss 2000, synonyme de  Euphydryas desfontainii martae[5].
- Euphydryas desfontainii gibrati (Oberthür, 1922)

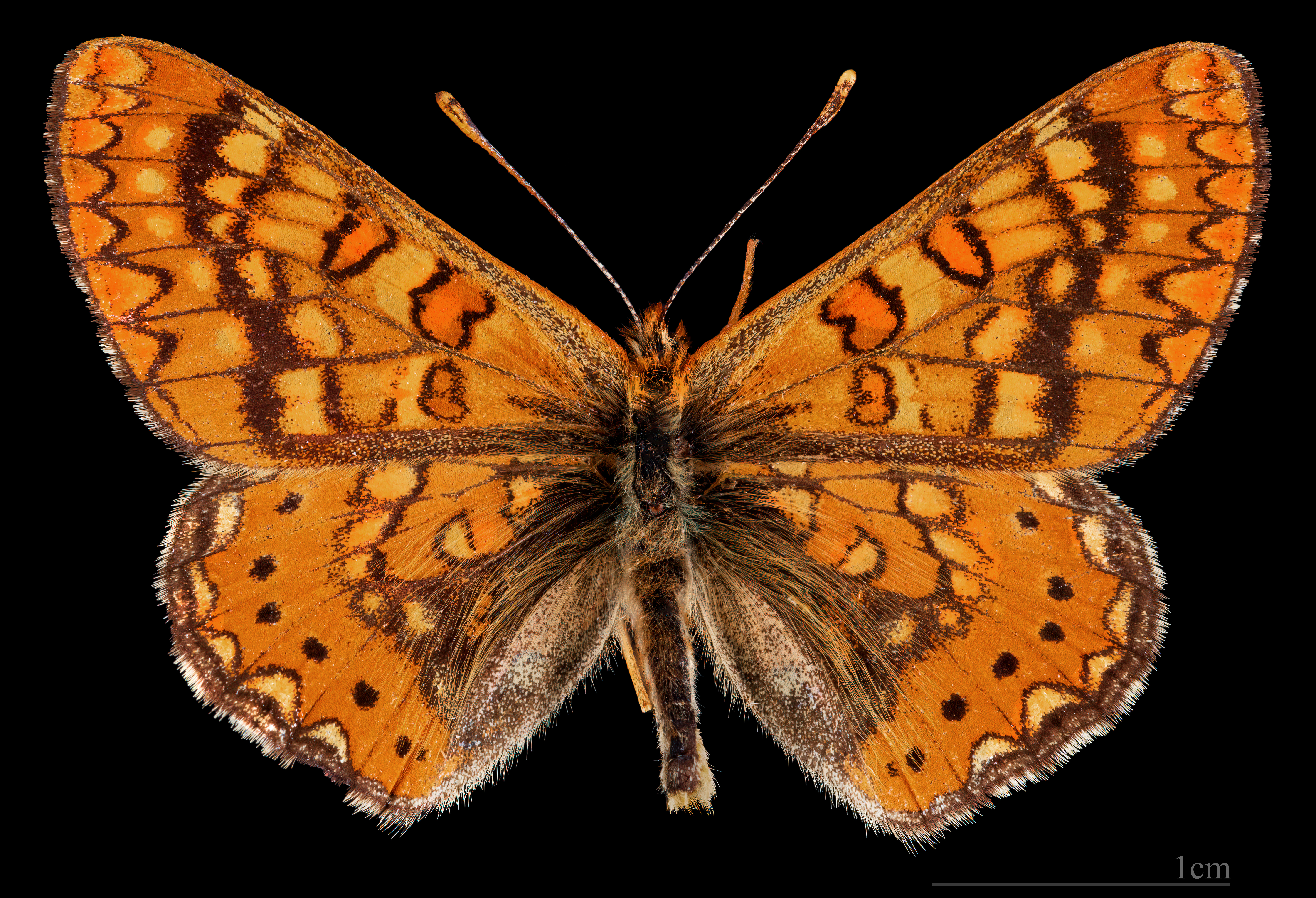
Euphydryas desfontainii beatica ♂ MHNT
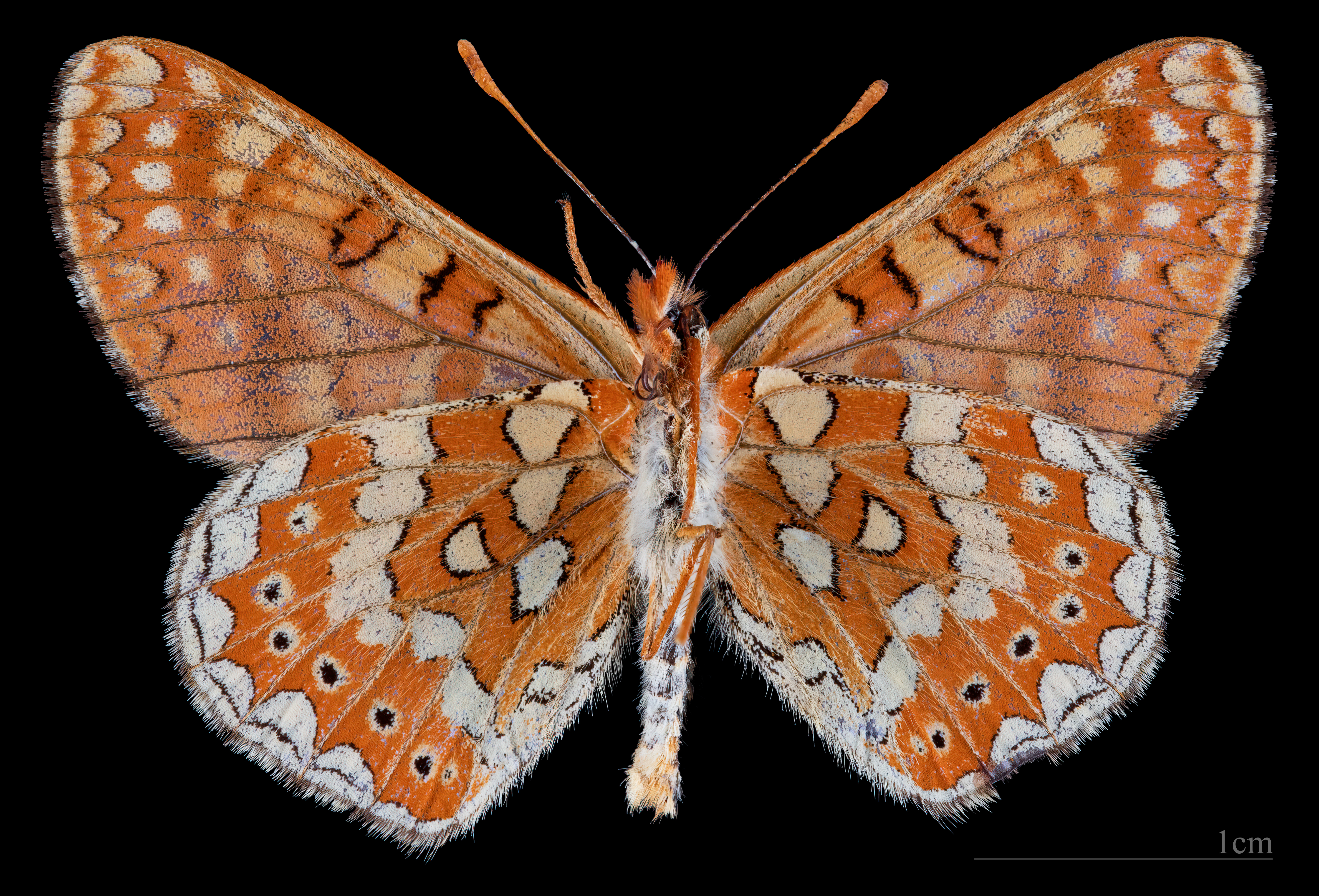
Euphydryas desfontainii beatica ♂ △ MHNT

## Le Damier des knauties et l'Homme

### Protection
Le Red data bok le déclare présent dans trois pays d'Europe et stable.
En France il est déclaré espèce en voie d'extinction (E) et protégé par l'arrêté du 23 avril 2007.
Au Maroc il est considéré comme vulnérable.